# Jojobantning
Jojobantning innebär att man upprepade gånger går upp och ner i vikt till följd av bantning. Denna cykel med viktminskning och viktökning kan innefatta allt från mindre förändringar på några enstaka kilon till större förändringar av kroppsvikten. Forskning på området visar att det kan vara skadligt att jojobanta. Experter på området rekommenderar därför att personer som lider av fetma åstadkommer och bibehåller en mer hälsosam vikt, genom en god kosthållning och fysisk aktivitet.
Ett problem med att snabbt förlora kroppsvikt är att det inte uteslutande är fett som förloras, vilket vore önskvärt för en framgångsrik viktminskning, utan även muskelmassa. I samband med en efterföljande snabb viktuppgång ökar främst fettmassan, om inte muskelmassan byggs upp genom fysisk aktivitet. Detta leder till en kroppssammansättning med högre andel fettmassa och lägre andel muskelmassa, vilket sannolikt resulterar i en minskad ämnesomsättning.
Det har visat sig vara skadligt att jojobanta även för personer som inte är överviktiga. I en studie fann man att kvinnor som tidigare var normalviktiga löpte 3,5 gånger så hög risk att drabbas av plötslig hjärtdöd efter att ha minskat och ökat i vikt, i jämförelse med kvinnor som bibehöll sin vikt. Att upprepade gånger gå upp och ner i vikt ökade också risken för kranskärlssjukdom med 66 procent.

## Referenslista
1. ↑  ”Weight Cycling...Facts About Yo-Yo Dieting” (på engelska). MedicineNet. Arkiverad från originalet den 14 mars 2017. https://web.archive.org/web/20170314071550/http://www.medicinenet.com/script/main/art.asp?articlekey=21745. Läst 12 mars 2017.
2. ↑  ”Jojobantning”. www.netdoktor.se. http://www.netdoktor.se/overvikt/fraga-doktorn/jojobantning-22309/. Läst 12 mars 2017.
3. ↑  ”Yo-yo dieting dangerous even if you’re not overweight” (på amerikansk engelska). News on Heart.org. 15 november 2016. http://news.heart.org/yo-yo-dieting-dangerous-even-if-not-overweight/. Läst 12 mars 2017.